# Calyptammina
Calyptammina es un género de foraminífero bentónico de la subfamilia Trochammininae, de la familia Trochamminidae, de la superfamilia Trochamminoidea, del suborden Trochamminina, y del orden Trochamminida. Su especie tipo es Calyptammina praegyroidiniformis. Su rango cronoestratigráfico abarca desde el Maastrichtiense (Cretácico superior) hasta el Luteciense (Eoceno medio).

## Discusión
Clasificaciones previas incluían Calyptammina en el suborden Textulariina del orden Textulariida. Otras clasificaciones lo han incluido en el orden Lituolida.

## Clasificación
Calyptammina incluye a las siguientes especies:
- Calyptammina praegyroidiniformis